# Marie Zéphyrine

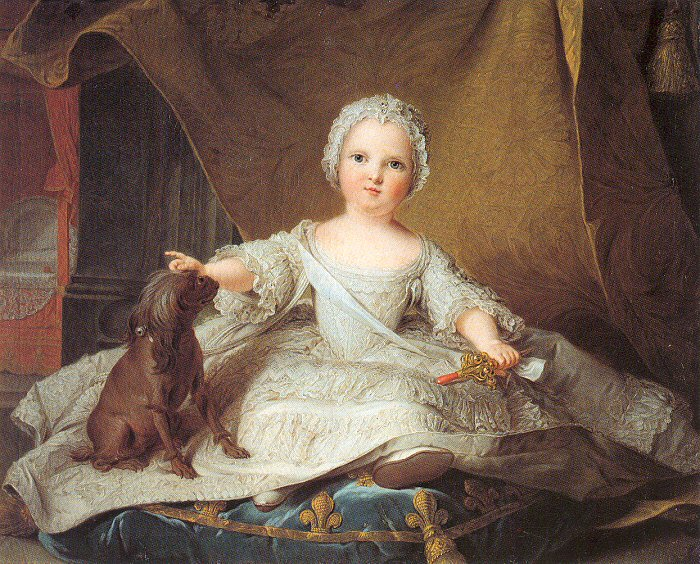
Marie Zéphyrine von Frankreich als Madame Royale

Marie Zéphyrine (* 26. August 1750 in Schloss Versailles; † 2. September 1755 in Schloss Versailles) war eine französische Prinzessin. Sie war die erste Tochter von Louis Ferdinand und Maria Josepha von Sachsen.

## Leben
Marie Zéphyrine wurde 1750 im Palast von Versailles als Tochter des Dauphins und der Dauphine von Frankreich geboren. Ihren Namen erhielt sie nach Zephyros, dem griechischen Namen für Westwind; er wurde ihr gegeben, weil sie am 26. August, dem Fest des antiken Papstes Zephyrinus, geboren wurde.
Ihre Geburt wurde mit Vorsicht begrüßt; in den beiden vergangenen Jahren, 1748 und 1749, hatte Maria Josepha nämlich Fehlgeburten erlitten und sie war von schwacher Gesundheit. Ludwig XV. hatte auf einen Jungen gehofft.
Als Tochter des Dauphins nahm Marie Zéphyrine den Rang einer Tochter von Frankreich ein und stand im Rang über den Töchtern des Königs, ihren Tanten. Dazu gehörten unter anderem die Herzogin von Parma, Marie Louise Élisabeth de Bourbon, und ihre Zwillingsschwester Madame Henriette. Als Mitglied der königlichen Familie hatte Marie Zéphyrine das Recht, Königliche Hoheit genannt zu werden, aber bei Hof war sie als Madame Royale oder la Petite Madame bekannt. Ihre Mutter wollte sie mit ihrem Cousin, Prinz Anton, Kurfürst von Sachsen, verheiraten. 
Marie Zéphyrine wurde von Marie Isabelle de Rohan erzogen. Im September 1751 bekam sie einen Bruder, Ludwig, Herzog von Burgund. Sie soll ihrer Mutter geähnelt haben, obwohl sie die Kindheit nicht überlebte. 1753 bekam sie einen weiteren Bruder namens Xavier, Herzog von Aquitanien, der bereits 1754 starb. Ihr bekanntester Bruder, der zukünftige Ludwig XVI. von Frankreich, wurde am 23. August 1754 geboren. Der zukünftige Ludwig XVIII. von Frankreich wurde im November 1755 geboren, zwei Monate nach ihrem Tod.
Marie Zéphryine starb in Versailles an einem Krampfanfall in den frühen Morgenstunden des 2. September 1755, nachdem sie nur wenige Tage zuvor vom Abbé de Chabannes, dem aumônier du Roi, getauft worden war. Das Mädchen wurde offiziell nicht betrauert, da in Versailles nur dann um eine Prinzessin getrauert wurde, wenn sie das 7. Lebensjahr überschritten hatte. Marie Zéphryine wurde in der königlichen Kathedrale von Saint-Denis außerhalb der Hauptstadt Paris begraben.